# 陆勇案
陆勇案是中國湖南省沅江市司法机关于2015年查办的一起慢性粒细胞性白血病患者陆勇为他人代购印度仿制药的案件，最终以沅江市人民检察院撤诉结案。有观点认为，此案是知识产权保护与病患基本生存权之间的冲突并体现了中国大陸司法与民众生存伦理之间的冲突困境。2018年，以此案为原型的电影《我不是药神》上映，引发中国大陸社会对绝癌患者的生存境遇、中国大陸医疗卫生体制、制药业以及當局监管制度等一系列问题的讨论。

## 案件
陆勇是江苏省无锡市一家针织品出口企业的老板，慢性粒细胞性白血病患者。因所服用的治疗慢性粒细胞性白血病的格列卫（伊马替尼）价格高昂，家中积蓄几乎要掏空。后陆勇发现一款印度仿制药“格列卫”，疗效相似，陆勇自己先开始服用仿制药，发现确实有效后，介绍给其他白血病患者，并且到印度购买“格列卫”（伊马替尼）的仿制药。不过在中国大陸，陆勇所购买的印度仿制药没有批文、不具备合法渠道，因此被药监部门定性为“假药”。除此之外，由于境外汇款手续麻烦，为方便陆勇和病友购药，陆勇通过淘宝以500元每套的价格购买了3张银行借记卡，这一行为又构成了妨害信用卡管理罪。
2013年，湖南省沅江市公安局在查办一网络银行卡贩卖团伙发现使用银行卡进行交易的陆勇。2014年7月22日，沅江市人民检察院以涉嫌妨害信用卡管理罪和涉嫌销售假药罪对陆勇提起公诉。2015年1月10日晚，陆勇被警察以妨害信用卡管理犯罪、销售假药罪逮捕。陆勇被捕后有数百名患者联名上书，请求免除对陆的起诉。
2015年1月27日，沅江市人民检察院向沅江市人民法院申请撤销起诉，同天，法院撤销起诉。1月29日，陆勇获释。

## 后续
2016年9月29日，最高人民检察院出台《关于全面履行检察职能为推进健康中国建设提供有力司法保障的意见》中规定：
|                                                                | 对于销售少量根据民间传统配方私自加工的药品，或者销售少量未经批准进口的国外、境外药品，没有造成他人伤害后果或者延误诊治的行为，以及病患者实施的不以营利为目的带有自救、互助性质的制售药品行为，不作为犯罪处理。 |
| ——关于全面履行检察职能为推进健康中国建设提供有力司法保障的意见 | |

## 电影《我不是药神》
2018年，以他的故事改编成的电影《我不是药神》上映。陆勇与电影主角程勇最大的不同在于，程勇前期贩卖格列卫获利，而司法机关认定陆勇“行为非销售行为”。